# Roger Bannister
Pour les articles homonymes, voir Bannister.
Roger Gilbert Bannister, né le 23 mars 1929 à Harrow et mort le 3 mars 2018 à Oxford, est un athlète britannique spécialiste des courses de demi-fond. 
Il fut le premier athlète à courir le mile (1 609,344 m) en moins de quatre minutes.

## Biographie
Roger Bannister est un pur produit de l'athlétisme universitaire britannique. Il suit notamment les cours du Merton College d'Oxford et compléte sa formation médicale au St Mary's Hospital de Londres pour devenir neurologue.

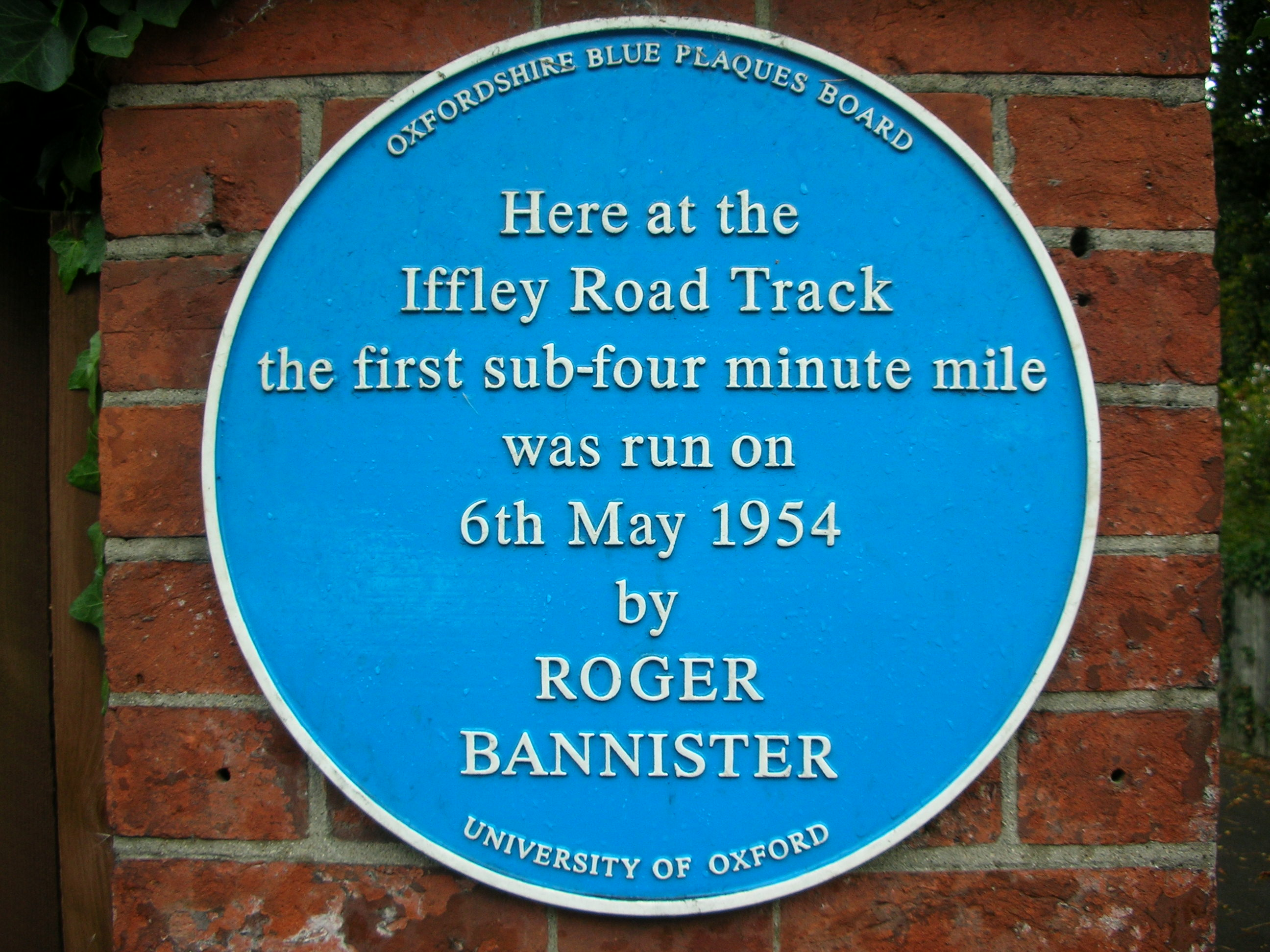
Plaque commémorant l'exploit de Bannister à Oxford.

Il participe aux Jeux olympiques d'été de 1952 à Helsinki où il termine quatrième sur 1 500 m. Le 6 mai 1954, il est le premier athlète à couvrir le mile (1 609,344 m) en moins de quatre minutes (3 min 59 s 4) au stade d'Iffley Road à Oxford. L'événement est si symbolique qu'il provoque une interruption de séance à la Chambre des communes. Bannister s'accorde deux heures de sommeil après son record avant de faire une garde de nuit au St Mary's Hospital.
Le 21 juin, le record de Bannister est battu par l'Australien John Landy (3 min 58 s 0). Le 7 août, les deux rivaux se trouvent pour la seule fois au départ de la même course à l'occasion des Jeux du Commonwealth à Vancouver. La course reste dans l'histoire comme « The Miracle Mile ». Landy fait la course en tête mais s'incline face à Bannister qui signe un chrono de 3 min 58 s 8. Dans la foulée de ce succès, Bannister remporte le 1 500 m des championnats d'Europe en 3 min 43 s 8.
Il est désigné sportif de l'année 1954 par l'hebdomadaire américain Sports Illustrated. Bannister se retire alors du monde sportif pour poursuivre ses études de médecine. Devenu neurologue, il est anobli en 1975 puis devient le premier ministre des sports britannique (Chairman of the Sports Council).
Les exploits de Bannister inspirent le scénario du film Four Minutes (2005).

### Jeux de l'Empire britannique et du Commonwealth
- Jeux de l'Empire britannique et du Commonwealth de 1954 à Vancouver ( Canada)
  -  Médaille d'or sur 1 mile

### Championnats d'Europe d'athlétisme
- Championnats d'Europe d'athlétisme de 1950 à Bruxelles ( Belgique)
  -  Médaille de bronze sur 800 m
- Championnats d'Europe d'athlétisme de 1954 à Berne ( Suisse)
  -  Médaille d'or du 1 500 m

### Records
| Épreuve      | Performance  | Lieu      | Date |
| ------------ | ------------ | --------- | ---- |
| 1 500 mètres | 3 min 42 s 2 |           | 1954 |
| Mile         | 3 min 58 s 8 | Vancouver | 1954 |

### Sources
- coll., 100 champions pour un siècle de sport, Issy-les-Moulineaux, L'Équipe, 2000, p. 45
- Le Roy Bernard, Dictionnaire encyclopédique des sports et des sportifs, Paris, Denoel, 1973, p. 34